# Transformada discreta d'ondeta

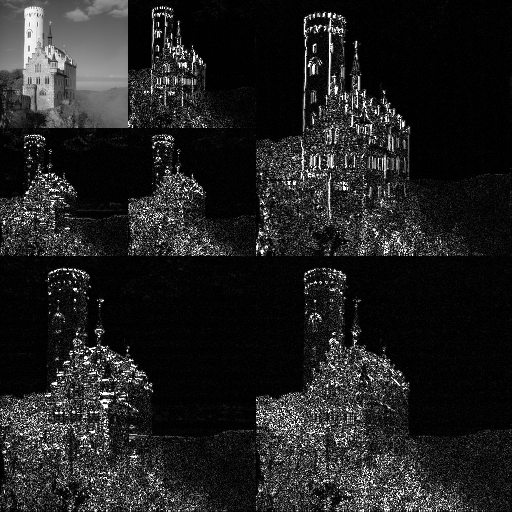
DWT de dos nivells, amb la foto original a la cantonada superior esquerra

La transformada discreta d'ondeta DWT (en anglès Discrete wavelet transform) és una classe de representació temps-freqüència utilitzada per processament de senyals. Aquesta transformada es basa en finestres modulades de dimensió variable i ajustada a la freqüència d'oscil·lació. És a dir, la DWT ha de mantindre un mateix nombre d'oscil·lacions en el domini de la finestra.

## Ondetes: funcióψ{\displaystyle \psi }
Per tal d'aconseguir que la DWT tingui un mateix nombre d'oscil·lacions dins del domini de la finestra s'ha de generar una família de funcions elementals mitjançant les seves dilatacions o contraccions i les translacions en el temps:
{\displaystyle \Psi (t)\Rightarrow {{\frac {1}{\sqrt[{2}]{\left|a\right|}}}\Psi \left({\frac {t-b}{a}}\right)}}
on {\displaystyle a\neq 0} i b són els paràmetres d'escala i translació. La funció {\displaystyle \Psi (t)} ha d'estar localitzada en el temps, de mitja nul·la i la seva transformada {\displaystyle {\hat {\Psi }}(\omega )} sigui un filtre passa banda amb un decaïment ràpid cap al infinit i cap a {\displaystyle \omega =0}.

## Formulació
Per tal de dissenyar una DWT s'ha de definir una apropiada xarxa de paràmetres {\displaystyle \left\{{(a_{j};b_{k})}\right\}}. Existeixen diferents classes d'ondetes, però s'utilitzen bases ortonormals:
{\displaystyle a_{j}=2^{-j};\qquad b_{jk}=2^{-j}k;\qquad j,k\varepsilon Z}
Per tant, la nostra funció {\displaystyle \psi (t)} serà:
{\displaystyle \psi _{jk}(t)=2^{j/2}\psi (2^{j}t-k)}
Partint de la funció {\displaystyle \Psi _{jk}} i un senyal s(t) d'energia finita, la transformada discreta associada es defineix com:
{\displaystyle DWT_{\psi }s(j,k)=<s,\psi _{j}-k>=\int s(t)\psi _{jk}(t)dt}
D'altra banda, tenim la fórmula de síntesi:
{\displaystyle s(t)=\sum _{j}{}\sum _{k}{}c_{jk}\psi _{jk}(t)\approx \sum _{j}{}\sum _{k}{}<s,\psi _{jk}>\psi _{jk}(t)}
on {\displaystyle c_{jk}} són els coeficients d'ondetes.
En el cas que {\displaystyle \psi (t)} generi una base ortonormal d'ondetes, tenim que {\displaystyle c_{jk}=<s,\psi _{jk}>}. Per tant, els coeficients d'ondetes resumeixen la informació del senyal.
Les ondetes estan localitzades en la banda bilateral {\displaystyle 0<2^{j}\omega _{1}\leq |\omega |\leq 2^{j}\omega _{2}} d'amplada de banda {\displaystyle 2^{j}\Delta _{\omega }} que representa una partició en octaves en el domini freqüencial.

## Condicions perfectes per a la reconstrucció
La majoria de vegades és necessari sintetitzar el senyal original a partir dels coeficients d'ona, per a obtenir un reconstrucció perfecta és necessari que es compleixin una sèrie de condicions, la primera és que la transformada no impliqui aliàsing i la segona és evitar la distorsió d'amplitud. Hi ha una sèrie de filtres que compleix aquestes condicions, però no tots asseguren una transformada precisa, especialment quan els coeficients dels filtres estan quantificats. L'exactitud de la transformada es pot determinar després de la reconstrucció mitjançant el càlcul de la relació senyal-soroll (SNR). També existeixen aplicacions com el reconeixement de patrons que no necessiten reconstrucció i en aquestes no tenim per què aplicar les condicions anteriors.

## Aplicacions
La DWT s'utilitza per obtenir els coeficients de quantificació en alguns algorismes de compressió per ondetes. Aquest mètode de compressió és amb pèrdues i s'utilitza en àudio, imatges i/o vídeo. Existeix una àmplia gamma d'aplicacions per a la transformada d'ondeta, s'utilitza per a la codificació de senyals, mentre la contínua s'utilitza en l'anàlisi de senyals. Com a conseqüència, la versió discreta d'aquest tipus de transformada s'utilitza fonamentalment en enginyeria i informàtica, mentre que la contínua s'utilitza sobretot en la física. Aquest tipus de transformades estan sent cada vegada més emprades en un ampli camp d'especialitats, sovint substituint a la transformada de Fourier. Es pot observar aquest desplaçament en el paradigma en múltiples branques de la física, com la dinàmica molecular, l'astrofísica, l'òptica, l'estudi de les turbulències i la mecànica quàntica, així com en altres camps molt variats com el processament digital d'imatges, les anàlisis de sang, l'anàlisi d'electrocardiogrames, l'estudi de l'ADN, l'anàlisi de proteïnes, la meteorologia, el processament de senyal en general, el reconeixement de veu, els gràfics per ordinador, l'anàlisi multifractal i en el camp de la biometria.